# Rick James
James Ambrose Johnson, Jr. (Buffalo, Nueva York, 1 de febrero de 1948-Los Ángeles, California, 6 de agosto de 2004), más conocido como Rick James, fue un músico de disco, funk y soul estadounidense.

## Biografía
Nació el 1 de febrero de 1948 en Buffalo, Nueva York bajo el nombre de James Ambrose Johnson, Jr., como uno de los ocho hijos de James Ambrose Johnson, un trabajador de la industria automotriz y Mabel Gladden, una bailarina profesional. Su padre abandonó a la familia cuando James contaba diez años. Su madre lo llevaría consigo en sus giras artísticas, lo que le permitió conocer a artistas tales como John Coltrane, Miles Davis y Etta James. 
Finalmente, asistió a las escuelas secundarias Orchard Park y Benett, al cabo desertó de ambas. James comenzó a consumir drogas tempranamente durante su adolescencia, llegando a robar para conseguir drogas. Además confesó más tarde, en su autobiografía Glow, haberse iniciado sexualmente a la edad de 9 años con una adolescente de 14 años, alegando que su "naturaleza pervertida apareció temprano". Se alistó en la Marina a los 15 años, mintiendo sobre su edad. Durante este período, comenzó a trabajar como baterista para clubes locales de jazz en Nueva York. Posteriormente, fue designado a Vietnam.
En 1965, huyó hacia Toronto, donde trabó amistad con los entonces músicos locales Neil Young y Joni Mitchell. Para evitar ser capturado por las autoridades militares, adoptó el nombre de "Ricky James Matthews". El mismo año, constituyó una banda que produjo una fusión entre soul, folk y rock. El mismo año, la banda lanzó con una división canadiense de Columbia Records el sencillo "Mynah Bird Hop" / "Mynah Bird Song". La banda posteriormente viajaría a Detroit para continuar grabando, lugar donde James conoció a sus ídolos Marvin Gaye y Stevie Wonder. Wonder, consideró excesivamente largo el nombre "Rick James Matthews", sugiriendo abreviarlo a simplemente Rick James. 
James se involucró en una pelea con uno de los financieros del grupo en Toronto, lo que llevó a la Marina a enterarse de su paradero, siendo finalmente arrestado. La compañía discográfica despidió a la banda y James pasó un año en prisión. Tras su liberación, viajó a Los Ángeles para reanudar su carrera musical. 
Volvería a trabajar con la compañía Motown, como compositor en 1968, bajo el seudónimo de Rickie Matthews, escribiendo canciones para artistas tales como The Miracles, Bobby Taylor and the Vancouvers, y The Spinners. Durante este período, se involucró brevemente en el proxenetismo, pero se detuvo debido al abuso que sufrían las mujeres. Regresó en 1969 a Toronto, donde conoció al estilista Jay Sebring, quien decidió invertir en la música de James.
En 1973 James fue contratado por la compañía discográfica A&M Records, con la cual lanzó el sencillo "My Mama" que tuvo considerable impacto en Europa. Tras regresar a Buffalo, firmó un contrato con la compañía Motown, con la que comenzó a grabar su primer álbum.
Su primer éxito fue la canción de ocho minutos "You and I" de su primer álbum Come Get It (1978). Su canción más famosa es "Super Freak" (del álbum Street Songs (1981)), que fue la base para "U Can't Touch This" de MC Hammer.
Adicto a la cocaína, desde 1993 hasta 1995 cumplió condena por dos ataques a mujeres.
James intentó regresar al mundo musical con un nuevo disco y una gira en 1997, pero un ataque cardíaco leve durante un concierto puso fin en la práctica a su carrera.

### Vida privada
James tuvo dos hijos con Syville Morgan, una antigua cantante y compositora, una hija Ty, y un hijo, Rick Jr.
Llegó a salir con la princesa Isabel de Yugoslavia, la modelo Janice Dickerson y la entonces estrella de cine Linda Blair quien hizo el papel de Regan MacNeil, una niña poseída por el demonio en El Exorcista de 1973, a quien abandonaría al enterarse de que se había quedado embarazada y se sometió a un aborto sin su conocimiento.
James salió con la actriz Linda Blair de 1982 a 1984. Se conocieron después de que James leyera una entrevista acompañada de una sesión fotográfica en top-les en la revista Oui en la que Blair reveló que lo encontraba sexy. Él se puso en contacto con ella y pasó un tiempo conociendo a la actriz durante un breve período viviendo en el Chateau Marmont en Beverly Hills. Su canción de éxito Cold Blooded fue inspirada sobre su relación con Blair. "Fue sobre cómo Linda podría congelar mi sangre", según cuenta en su autobiografía.
En 1989, James conoció a Tanya Hijazi, una fiestera de 17 años. Los dos comenzaron un romance en 1990. En 1993, la pareja celebró la llegada de su único hijo y el más joven de James, Tazman. Después de sus respectivas liberaciones de prisión por agredir a Mary Sauger y Frances Alley, la pareja se casó en 1996 y se divorció en 2002.
James fue muy cercano con Teena Marie, cuya relación profesional duró hasta el año de la muerte de James.
Entre las amistades que tuvo James a lo largo de su vida, se hizo amigo íntimo de Eddie Murphy después de que ambos se conocieran en 1981. Tras su salida de la Marina de los Estados Unidos en 1984, el hermano mayor de Murphy, Charlie Murphy, cuyo primer trabajo después de la Marina fue trabajar como seguridad para su famoso hermano, comenzó a pasar tiempo con James, y se unió al círculo de amistades del cantante. Murphy recordaría más tarde en Chappelle's Show su relación a veces tensa con James, que ayudó a revivir el nombre de James ante el ojo público después de años de reclusión, tras un ataque cardíaco leve en 1998. James también apareció en el episodio relatando su memoria de las experiencias compartidas con Murphy, como comenzar peleas improvisadas con él y manchar el sofá de Murphy con barro.
En parte de su amistad con Eddie, surgió Party All the Time, compuesta y producida por James y grabada por Eddie en el año 1985.
James también era amigo de los compañeros de Motown, Smokey Robinson y Marvin Gaye, uno de los cantantes que James idolatraba cuando era adolescente. Además, se hizo amigo de la segunda esposa de Gaye, Janis, y fue padrino de la hija de Gaye, Nona. La amistad de James con Robinson comenzó poco después de que James firmara con Motown y, en 1983, el dúo grabó el éxito Ebony Eyes.
James también tuvo amistades con varios miembros de The Temptations, David Ruffin y al autoproclamado tío de Ruffin, el vocalista de bajos Melvin Franklin, los cuales participaron también en varios proyectos de James.

### Fallecimiento

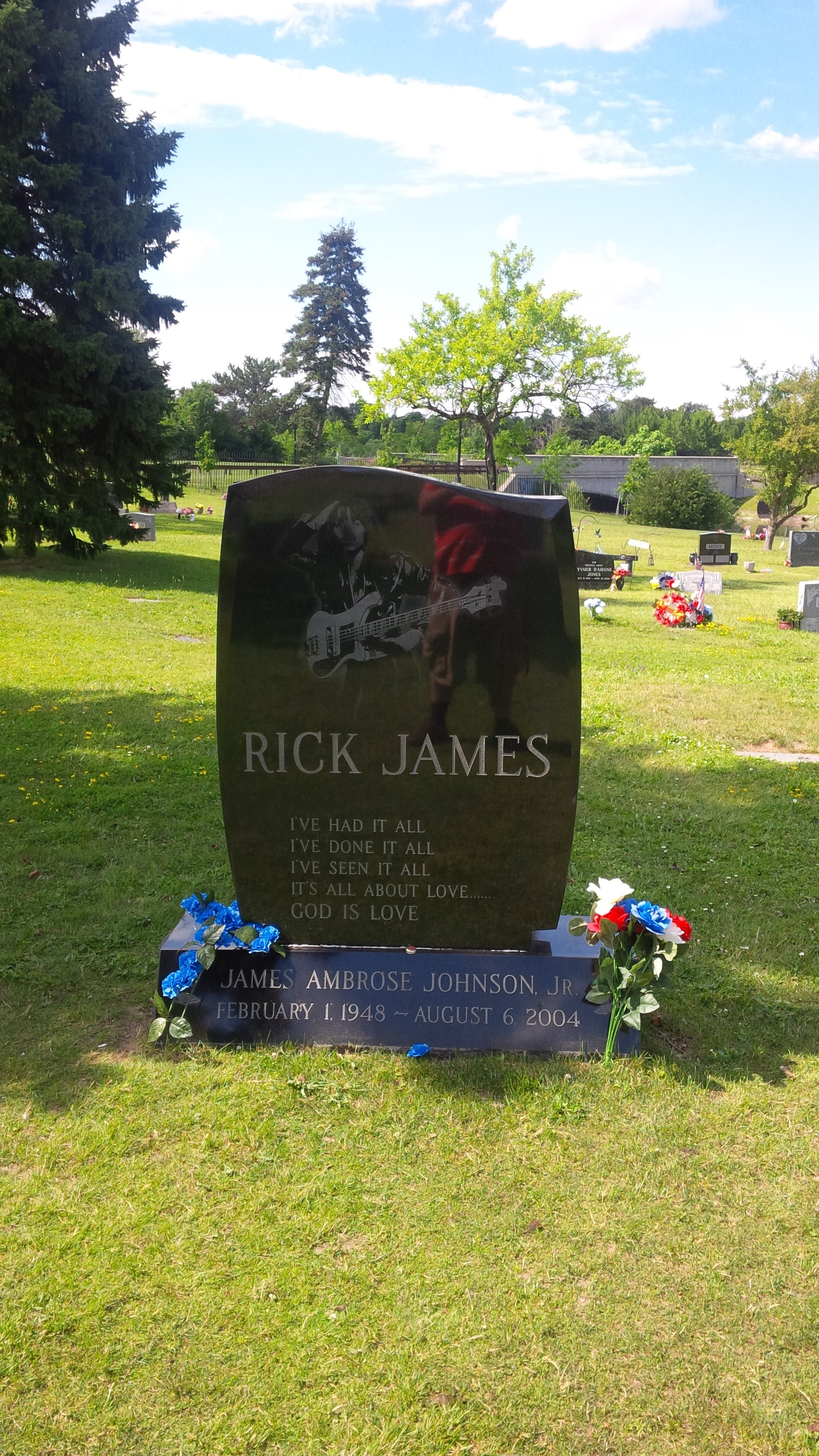
Tumba de Rick James en el Forest Lawn Cemetery, Búfalo.

En la mañana del 6 de agosto de 2004, Rick James fue encontrado muerto en su hogar en el complejo de apartamentos Oakwood en Barham Boulevard, Los Ángeles, California, por su cuidador. Tenía 56 años.
James murió de insuficiencia pulmonar e insuficiencia cardíaca agravada por las diversas condiciones de su salud: diabetes, accidente cerebrovascular, un marcapasos y un ataque al corazón previo.
A través de la autopsia se descubrió que estaba bajo la influencia de una gran cantidad de fármacos y drogas: alprazolam, diazepam, bupropion, citalopram, hidrocodona, digoxina, clorfenamina, metanfetamina y cocaína. Sin embargo, el médico forense aseguró:

"Ninguno de los fármacos o combinaciones de ellos se encontraron a niveles que pusieran en peligro la vida por sí mismos”.[cita requerida]

## Discografía

### Álbumes de estudio
| Año                                                        | Álbum                  | Posición en las listas | Posición en las listas | Posición en las listas | Posición en las listas | Posición en las listas | Posición en las listas | Posición en las listas | Posición en las listas | Certifications      | Discografía |
| Año                                                        | Álbum                  | US                     | US R&B                 | AUS                    | CAN                    | NLD                    | NZ                     | SWE                    | UK                     | Certifications      | Discografía |
| ---------------------------------------------------------- | ---------------------- | ---------------------- | ---------------------- | ---------------------- | ---------------------- | ---------------------- | ---------------------- | ---------------------- | ---------------------- | ------------------- | ----------- |
| 1978                                                       | Come Get It!           | 13                     | 3                      | —                      | 35                     | —                      | —                      | —                      | —                      | - RIAA: 2× Platinum | Gordy       |
| 1979                                                       | Bustin' Out of L Seven | 16                     | 2                      | —                      | 16                     | —                      | —                      | —                      | —                      |                     | Gordy       |
| 1979                                                       | Fire It Up             | 34                     | 5                      | —                      | —                      | —                      | —                      | —                      | —                      |                     | Gordy       |
| 1980                                                       | Garden of Love         | 83                     | 17                     | —                      | —                      | —                      | —                      | —                      | —                      |                     | Gordy       |
| 1981                                                       | Street Songs           | 3                      | 1                      | 76                     | 24                     | 19                     | 13                     | —                      | —                      | - RIAA: 3× Platinum | Gordy       |
| 1982                                                       | Throwin' Down          | 13                     | 2                      | —                      | 32                     | 41                     | 16                     | —                      | 93                     | - RIAA: Gold        | Gordy       |
| 1983                                                       | Cold Blooded           | 16                     | 1                      | —                      | 67                     | —                      | —                      | 48                     | —                      | - RIAA: Gold        | Gordy       |
| 1985                                                       | Glow                   | 50                     | 7                      | —                      | 89                     | 36                     | —                      | —                      | —                      |                     | Gordy       |
| 1986                                                       | The Flag               | 95                     | 16                     | —                      | —                      | —                      | —                      | —                      | —                      |                     | Gordy       |
| 1988                                                       | Wonderful              | 148                    | 12                     | —                      | —                      | —                      | —                      | —                      | —                      |                     | Reprise     |
| 1989                                                       | Kickin'                | —                      | —                      | —                      | —                      | —                      | —                      | —                      | —                      |                     | Reprise     |
| 1997                                                       | Urban Rapsody          | 170                    | 31                     | —                      | —                      | —                      | —                      | —                      | —                      |                     | Private I   |
| 2007                                                       | Deeper Still           | 185                    | 19                     | —                      | —                      | —                      | —                      | —                      | —                      |                     | Stone City  |
| "—" denotes the album failed to chart or was not certified |                        |                        |                        |                        |                        |                        |                        |                        |                        |                     |             |

### Álbumes recopilatorios
| Año                                   | álbum                                                     | Posición en las listas | Posición en las listas | Posición en las listas | Discografía |
| Año                                   | álbum                                                     | US                     | US R&B                 | CAN                    | Discografía |
| ------------------------------------- | --------------------------------------------------------- | ---------------------- | ---------------------- | ---------------------- | ----------- |
| 1984                                  | Reflections                                               | 41                     | 10                     | 96                     | Gordy       |
| 1994                                  | Bustin' Out: The Best of Rick James                       | —                      | —                      | —                      | Motown      |
| 1997                                  | Ultimate Collection                                       | —                      | —                      | —                      | Motown      |
| 2000                                  | The Millennium Collection: The Best of Rick James         | —                      | —                      | —                      | Motown      |
| 2002                                  | Anthology                                                 | —                      | —                      | —                      | Motown      |
| 2004                                  | Greatest Hits                                             | —                      | —                      | —                      | Motown      |
| 2005                                  | Gold                                                      | —                      | —                      | —                      | Motown      |
| 2005                                  | The Millennium Collection: The Best of Rick James, Vol. 2 | —                      | —                      | —                      | Motown      |
| 2006                                  | The Definitive Collection                                 | —                      | —                      | —                      | Motown      |
| 2014                                  | The Complete Motown Albums                                | —                      | —                      | —                      | Motown      |
| "—" denotes the album failed to chart |                                                           |                        |                        |                        |             |

### Con The Stone City Band
| Áño                                   | Álbum               | Posición en las listas | Posición en las listas | Discografía |
| Áño                                   | Álbum               | US                     | US R&B                 | Discografía |
| ------------------------------------- | ------------------- | ---------------------- | ---------------------- | ----------- |
| 1980                                  | In 'N' Out          | 122                    | 30                     | Gordy       |
| 1981                                  | The Boys Are Back   | —                      | 53                     | Gordy       |
| 1983                                  | Out from the Shadow | —                      | 56                     | Gordy       |
| "—" denotes the album failed to chart |                     |                        |                        |             |

## Sencillos
| 1978                                            | "You and I"                                          | 13  | 1  | 3  | 46 |
| 1978                                            | 41                                                   | 3   | —  | —  |    |
| 1979                                            | "High on You Love Suite"                             | 72  | 12 | —  | —  |
| 1979                                            | "Bustin' Out"                                        | 71  | 8  | —  | —  |
| 1979                                            | "Fool on the Street"                                 | —   | 35 | —  | —  |
| 1979                                            | "Love Gun"                                           | —   | 13 | 32 | —  |
| 1980                                            | "Come into My Life (Part 1)"                         | —   | 26 | —  | —  |
| 1980                                            | "Big Time"                                           | —   | 17 | 38 | 41 |
| 1981                                            | "Give It to Me Baby"                                 | 40  | 1  | 1  | 47 |
| 1981                                            | "Super Freak (Part 1)"                               | 16  | 3  | 1  | —  |
| 1981                                            | "Ghetto Life"                                        | 102 | 38 | 1  | —  |
| 1982                                            | "Standing on the Top (Part 1)" (con The Temptations) | 66  | 6  | —  | 53 |
| 1982                                            | "Dance wit' Me (Part 1)"                             | 64  | 3  | 7  | 53 |
| 1982                                            | "Hard to Get"                                        | —   | 15 | —  | —  |
| 1982                                            | "She Blew My Mind (69 Times)"                        | —   | 62 | —  | —  |
| 1983                                            | "Cold Blooded"                                       | 40  | 1  | 17 | 93 |
| 1983                                            | "U Bring the Freak Out"                              | 101 | 16 | —  | —  |
| 1983                                            | "Ebony Eyes" (con Smokey Robinson)                   | 43  | 22 | —  | 96 |
| 1984                                            | "17"                                                 | 36  | 6  | —  | 76 |
| 1984                                            | "You Turn Me On"                                     | —   | 31 | —  | 89 |
| 1985                                            | "Can't Stop"                                         | 50  | 10 | 9  | —  |
| 1985                                            | "Glow"                                               | 106 | 5  | 1  | 80 |
| 1985                                            | "Spend the Night with Me"                            | —   | 41 | —  | —  |
| 1986                                            | "Sweet and Sexy Thing"                               | —   | 6  | 4  | —  |
| 1988                                            | "Loosey's Rap" (en colaboración con Roxanne Shanté)  | —   | 1  | 25 | 80 |
| 1988                                            | "Wonderful"                                          | —   | 50 | —  | —  |
| 1989                                            | "This Magic Moment"/"Dance with Me" (mezcla)         | —   | 74 | —  | —  |
| 2004                                            | "On the Run" (con Bump J)                            | —   | —  | —  | —  |
| 2006                                            | "In the Ghetto" (con Busta Rhymes)                   | —   | 50 | —  | —  |
| "—" indica que el sencillo no entró en la lista |                                                      |     |    |    |    |